# 真魂斗羅
『真魂斗羅』（しんコントラ）は、コナミから2002年11月14日に発売されたPlayStation 2用アクションゲーム（アクションシューティング）。
日本の「魂斗羅シリーズ」としては、1994年に発売された『魂斗羅ザ・ハードコア』以来から約8年振りに制作された作品である。
北米でのタイトルは「Contra: Shattered Soldier」。

## 概要
本作のストーリーは、シリーズの主役を務めているビル・ライザーが、同じく主役を務めているランス・ビーンを殺害、世界に甚大な被害を与えた犯罪者として投獄されたという、ショッキングな出だしから始まる。
全体的な雰囲気は、シリアスかつハードなものであり、音楽やステージ構成、キャラクターデザインからそれを感じることが出来る。ただし、飛行機で不時着しながらの登場シーン、ミサイルに掴りながらの空中戦などシリーズならでは要素はあり、また、敵キャラクターの設定などがシュールであったりと、『魂斗羅ザ・ハードコア』にあった要素も盛り込んである。過去のシリーズに登場した敵キャラクターも、アレンジされて登場する。
PlayStation 2にハードウェアを移したことで、キャラクターやステージは3Dモデルで作られている。ただし、ステージ進行は2Dの横スクロールであるため、従来のシリーズと同様の操作でプレイすることが出来る。2人プレイが可能。
ステージ上にいる敵を撃破したり、ボスの部位を破壊すると「撃破率」が上がっていきステージクリア時には撃破率とミス回数によってランクが決まる。ランクは最大でSまであり、このランクによってエンディングが変わっていく。
コナミはアメリカのAppaloosa InteractiveにPlayStationとセガサターン用の3Dの『魂斗羅』作品を開発する様に依頼し、『Contra: Legacy of War』（1996年）と続編の『C: The Contra Adventure』（1998年）の2作が開発されたが評判はあまり良くなく不振で終わった。『Contra: Legacy of War』の不振からKCE大阪が1997年の海外詩『Nintendo Official Magazine』で、また新作の『魂斗羅』の3D作品を制作して『魂斗羅』を成功させたいとNINTENDO 64用ソフトで開発を示し、1998年に『Contra Spirits 64（Contra 64）』を開発しようと企画していたが1999年に開発中止となった。その後、コナミはKCE東京にPlayStation 2用の3Dの新たな『魂斗羅』作品制作する様に依頼し、2000年から2001年の2年の開発期間を経て『真魂斗羅』が開発された。

## 登場人物
ビル・ライザー
このゲームの主人公。同僚のランスを殺害し、最新兵器を暴走させて世界に壊滅的な打撃を与えた最悪のテロリストとして、重犯罪者収監所の地下獄房に囚われてしまう。テロ組織ブラッドファルコンが台頭を開始した事により、超法規的措置で釈放され戦地に赴く。
ルシア
このゲームのもう一人の主人公。Dr.ジオ・マンドレイクの極秘プランを回収した軍が開発したサイボーグで、ビルの監視役も兼ねている。見た目と声以外ビルと性能差はない。
ランス・ビーン
謎のテロ組織「ブラッドファルコン」の司令官として立ちはだかるビルのかつての相棒。ステージ5でボスとして登場し、超能力を駆使して襲い掛かる。
元老院
元老ガイウス、ネロ、コンモドゥスの三名からなる統合政府の最高意思決定機関。ビル達がブラッドファルコンと戦っている間に、何かの計画を進めている。

## システム
- 本作のステージはすべて、横スクロールで構成されている。
- アイテムの廃止。ザ･ハードコアにあった武器切り替え式を採用、3つの武器が用意されている。また、それぞれの武器はチャージショットが可能であり、性能が変わる。よって6つの攻撃が可能。
- 撃破率の導入。ステージにある設置物や特定の敵キャラ[1]を撃破することで上昇。ステージクリア時のリザルト画面でこの数値[2]が評価される。なお、ステージ中でミスやコンテニューは減点行為となり、そこから100%に届くプレイをしても撃破率からペナルティ分引かれて評価される。このステージごとの評価がマルチエンディングの分岐点となっている。

## ステージ
MISSION 1 FORTRESS
アフリカ南東部のブラッドファルコンの基地を進んでいくステージ。途中、雪山をスノーボードで進む場面があり、突破後はギガフライが大量に飛来する鉄棒地帯を進んでいく。中ボスは超磁力戦車マグナスMKIV、天井中間要塞、スノーワーム、ボスは奴隷獣タカ改。
MISSION 2　TRAIN
中央アジアのカスピ海東岸のエアバイクに乗って敵の貨物列車を追跡するステージ。前半はエアバイクで突き進み、後半は列車の上を進軍する。中ボスは飛行潜水艦、砲台車両、ツヴァイハンダー、ボスは超力ロボ・ヨコヅナJr。
MISSION 3　CITY
北アメリカ東海岸(恐らくニューヨークないしボストン)の、ブラッドファルコンによって占領された市街地内を進んでいくステージ。冒頭では多数の軍用犬を引き連れて潜入する。中ボスは浮遊鳥巣ガースベース、ミンチワーム、食いしん坊ウゴウゴ、ボスはクローラータンク。
MISSION 4　SUBMARINE
日本の関東地方の沖に設置された海上基地を空から侵入するステージ。序盤では輸送機に搭載されたミサイルに捕まってシューティングゲームの様に飛行しながら進んでいく。後半はプロペラに捕まって着陸した後、基地内部を進んでいく。中ボスはバーストリック・ライダー、びっぐピンヘッド、ボスは人面魚マッサンくじら。
MISSION 5　ISLANDS
上記のステージ四つをクリアすると進める。かつての戦いの舞台・ガルガ諸島に配置されたブラッドファルコン本拠地にある総司令部を叩くステージ。序盤のBGMは魂斗羅の1面BGM「密林の戦い」のアレンジで、道中の最後には要塞ゲートがある。中ボスは蝸牛装甲車、ボスはランス・ビーン。撃破すると魂斗羅スピリッツの様にボスラッシュとなる。順番は天王創魔心ゴメラモスキング→天王鬼龍神ジャバ→陰獣キムコウ×2→プレスハンド→天王鬼ギャバ。なお、クリア時に総合ランクBかCだとここでバッドエンディングとなり、AかSだと6面に進む。
MISSION 6　LAST STAGE
上記の5ステージの総合ランクがAかSだと到達できる。瀕死のランスから真相を聞かされたビルとルシアは全ての元凶が元老院だとわかり、輸送機に乗って元老院の展開した領域内部で最後の決戦に挑む。ボスだけのステージでザコは登場しない。中ボスはMr.ヘリロボ、ボスはモイライの遺産。モイライの遺産は倒される度に最大5形態に変化する。クリア時に総合ランクBかCだとノーマルエンディングで、AかSだと真のラスボス戦に進む。

## 武器
ヘビーマシンガン
シリーズ従来のマシンガンに相当。連射性能に長ける。
ラウンドスウィープ
ヘビーマシンガンのチャージショット。前方にポッドを射出。全方位にヘビーマシンガンの弾をばら撒く。
ファイヤーウィップ
火炎放射器。途切れることの無い炎によって、断続的なダメージを与えられる。また赤青に光る敵弾を消すことも可能。
エナジーショット
ファイヤーウィップのチャージショット。高威力の貫通弾を発射する。
ダイバーマイン
地を這う爆弾を射出する。爆弾は放物線を描いて飛ぶ
ホーミングミサイル
ダイバーマインのチャージショット。敵を追尾するミサイルを一斉発射する。